# Michael Gordon (compositeur)
Pour les articles homonymes, voir Michael Gordon.
Michael Gordon, né en 1956 en Floride aux États-Unis, est un musicien et un compositeur américain de musique contemporaine.

## Biographie
Michael Gordon a grandi au sein d'une communauté originaire d'Europe centrale, installée dans la jungle du Nicaragua aux environs de Managua. Il fait ses études musicales à l'Université Yale (auprès de Martin Bresnick) et fréquente des groupes de rock underground de New York. Sa musique, rythmique et « épurée », emprunte des éléments répétitifs issus du minimalisme et de la culture populaire. Il crée le Michael Gordon Philharmonic pour pouvoir jouer ses œuvres avec lequel il réalise des tournées en Amérique et en Europe.
Michael Gordon a travaillé longtemps avec l'ensemble Icebreaker de Londres. Son Yo Shakespeare fut enregistré par Icebreaker sur son premier album Icebreaker. Michael Gordon a écrit Trance pour Icebreaker, augmenté de huit cuivres et de voix samplées. Cette pièce de 52 minutes est pour 22 musiciens. Depuis 1991, il travaille avec Elliot Caplan sur une nouvelle forme de théâtre musical nommée opéra vidéo. La création de leur pièce Van Gogh Video Opera à New York en 1991 a obtenu un grand succès[réf. nécessaire]. Leur nouvelle collaboration, Weather, fut écrite pour l'ensemble de cordes de Francfort Resonanz.
En juillet 1997, Michael Gordon a reçu une commande des BBC Proms pour écrire Love Bead (pour Ensemble Modern et dirigé par John Adams).
Michael Gordon est l'un des fondateurs et directeurs artistiques du Festival Bang on a Can de New York.

## Œuvres
- Thou Shalt!/Thou Shalt Not! (1983) clarinettes, percussion, clavier, guitare électrique, violon et alto (18 min)
- The Low Quartet (1985) pour n'importe quels instruments graves (4 instruments) (8 min)
- Strange Quiet (1985) pour clarinettes, percussion, clavier, guitare électrique, violon et alto (14 min)
- Acid Rain (1986) pour flûte, clarinette, orgue et quintette à cordes (8 min)
- Four Kings Fight Five (1988) pour hautbois, clarinette, percussion, guitare électrique, violon, alto et violoncelle
- Paint It Black (1988) pour contrebasse solo (11 min)
- XY (1998) pour percussion solo
- Van Gogh Video Opera (1991) (1 h 05 min) opéra live avec vidéo
- Romeo (1992) pour orchestre de chambre (8 min)
- Yo Shakespeare (1992) pour grand ensemble (Icebreaker) (11 min)
- Industry (1992) pour violoncelle solo et électronique
- XVI (1993) pour chœur de 16 chanteurs (15 min)
- Chaos (1994) opéra (1 h 20 min)
- Trance (1995) pour grand ensemble (Icebreaker) (50 min)
- ac dc (1996) pour flûte, clarinette, violon, violoncelle et piano (10 min)
- I Buried Paul (1996) pour clarinette, percussion, clavier, guitare électrique, violoncelle, contrebasse (Bang on a Can All Stars)
- Love Bead (1997) pour grand ensemble (Ensemble Modern) (10 min)
- Weather (1997) pour un orchestre à cordes de 16 personnes et vidéo
- vera, chuck, and dave (1998) pour grand ensemble
- Link (1998) (avec David Lang) pour grand ensemble (Icebreaker) (11 min)
- Sunshine of Your Love (1999) pour grand orchestra (10 min)
- The Carbon Copy Building (avec Julia Wolfe et David Lang) (1999) opéra avec vidéo
- Lost Objects (avec Julia Wolfe et David Lang) (2000) oratorio avec vidéo
- Decasia (2001) pour orchestre avec film (1 h 07 min)
- Potassium (2001) pour quatuor à cordes (15 min)
- Decasia, musique du film réalisé par Bill Morrison (2002)
- Gotham (2004) pour orchestre de chambre (30 min)
- Who By Water (2004) pour grand ensemble (Alarm Will Sound) (18 min)
- Light is Calling (2004) album studio (il existe une version pour fanfare)
- Grey Pink Yellow (2005) pour orchestre (12 min)
- Acquanetta (2005) opéra (1 h 10 min)
- Shelter (avec Julia Wolfe et David Lang) (2005) oratorio avec vidéo
- The Sad Park (2006) pour quatuor à cordes et voix pré-enregistré (25 min)
- All Vows (2006, rev. 2014) pour violoncelle solo (15 min)
- Rewriting Beethoven's Seventh Symphony (2006) pour orchestre (22 min)
- Dystopia (2007) pour orchestre (29 min)
- Every Stop On The F Train (2007) for treble voices (5 min)
- the light of the dark (2008) pour petit ensemble (13 min)
- (purgatorio) POPERA (2008) pour six guitares électriques (20 min)
- Water (2008) (with David Lang and Julia Wolfe) pour chœur et ensemble (76 min)
- Lightning at our feet (2008) opéra pour quatre chanteurs/performeurs jouant violon, violoncelle, piano, guitare électrique et dispositif électronique (75 min)
- Timber (2009) pour six percussionnistes (60 min)
- for Madeline (2009) pour petit ensemble (8 min)
- He Saw a Skull (2009) pour douze voix (6 min)
- Clouded Yellow (2010) pour quatuor à cordes(10 min)
- Exalted (2010) pour chœur et quatuor à cordes (10 min)
- Tree-oh (2011) pour trois violons (6 min)
- Cold (2011) pour grand ensemble (15 min)
- Gene Takes a Drink (2012) pour petit ensemble (6 min)
- Rushes (2012) pour sept bassons (56 min)
- Dry (2013) pour grand ensemble (18 min)
- Beijing Harmony (2013) pour orchestre (12 min)
- Aftermath (2014) dance piece (23 min)
- Ode to La Bruja, Hanon, Czerny, Van Cliburn and little gold stars... (or, To Everyone Who Made My Life Miserable, Thank You) (2014) pour six pianos (17 min)
- Hyper (2014) pour petit ensemble (12 min)
- El Sol Caliente (2015) pour orchestre (20 min)
- No anthem (2015) pour grand ensemble (10 min)
- Cloud-River-Mountain (2015) pour orchestre de chambre (20 min)
- Amplified (2015) pour quatre guitares électriques (60 min)
- Great Trees of New York City (2016) pour chœur a capella
- Observations on Air (2016) pour basson et orchestre (20 min)
- The Unchanging Sea (2016) pour orchestre (20 min)
- Material (2016) pour deux pianistes et deux percussionnistes sur un piano (25 min)
- kwerk (2016) pour violon (4 min)
- Natural History (2016) pour orchestre, chœur et percussion (20 min)
- CORPUS (2017) pour orchestre (30 min)
- Big Space (2017) pour orchestre (25 min)
- Road Trip (2017) pour petit ensemble (60 min)
- On Desbrosses Street (2017) pour piano (10 min)
- Cake (2017) pour ensemble (5 min)
- Anonymous Man (2017) pour chœur (60 min)
- One Line Drawn (2018) pour orchestre (20 min)
- MUTED (2018) pour violon (45 min)
- House Music (2018) pour violoncelle (60 min)
- "8" (2018) pour huit violoncelles (60 min)
- A Western (2019) pour chœur mixte (25 min)
- Travel Guide to Nicaragua (2020) pour violoncelle et chœur mixte (60 min)
- Mixed Tulips (2020) pour percussion, piano et contrebasse (25 min)
- July (2020) pour piano (60 s)